# Polski Przegląd Neurologiczny
Polski Przegląd Neurologiczny – to kwartalnik Polskiego Towarzystwa Neurologicznego wydawany przez Wydawnictwo Via Medica. Redaktorem naczelnym jest prof. Ryszard Podemski. Zastępcą redaktora naczelnego jest prof. Roman Mazur.
W skład rady naukowej wchodzą samodzielni pracownicy naukowi z tytułem profesora lub doktora habilitowanego z Polski oraz z zagranicy. Artykuły ukazują się w języku (polskim. 

## Stałe działy
- prace oryginalne
- artykuły poglądowe
- opisy przypadków

## Indeksacja
- Index Copernicus (IC)

Współczynniki cytowań:
- Index Copernicus (2009): 4,23[1]

Na liście czasopism punktowanych przez polskie Ministerstwo Nauki znajduje się w części B z sześcioma punktami.